# John Hsane Hgyi
John Hsane Hgyi (* 15. Dezember 1953 in Pyingadoe Mayanchaung; † 22. Juli 2021 in Pathein) war ein myanmarischer Geistlicher und römisch-katholischer Bischof von Pathein.

## Leben
John Hsane Hgyi besuchte das Kleine Seminar des Bistums Pathein in Mayanchaung. Von 1976 bis 1982 studierte er Philosophie und Katholische Theologie am Priesterseminar St. Joseph in Rangun. Hsane Hgyi wurde am 3. Dezember 1981 in der Kathedrale Immaculate Conception in Rangun durch den Erzbischof von Rangun, Gabriel Thohey Mahn-Gaby, zum Diakon geweiht. Am 7. März 1982 empfing er in Zaung Dan durch den Bischof von Bassein, Joseph Mahn Erie, das Sakrament der Priesterweihe für das Bistum Bassein (später: Pathein).
Hsane Hgyi war zunächst als Pfarrvikar in Myaungmya (1983–1985) und in Thayetchaung (1985–1990) tätig, bevor er 1990 Pfarrer in Ywe-gone wurde. 1991 wurde John Hsane Hgyi für weiterführende Studien auf die Philippinen entsandt, wo er 1994 an der Universität von San Carlos in Cebu City einen Abschluss im Fach Spirituelle Theologie erwarb. Nach der Rückkehr in seine Heimat wirkte er als Regens des Priesterseminars St. Joseph in Pyin U Lwin (1995–2001) und des Priesterseminars St. Joseph in Rangun (2001–2003).
Papst Johannes Paul II. ernannte ihn am 25. Januar 2003 zum Weihbischof in Pathein und zum Titularbischof von Puppi. Die Bischofsweihe spendete ihm der Apostolische Nuntius in Thailand, Singapur und Kambodscha und Apostolische Delegat in Myanmar, Laos, Brunei und Malaysia, Erzbischof Adriano Bernardini, am 22. März desselben Jahres vor der Kathedrale St. Peter in Pathein; Mitkonsekratoren waren Paul Zingtung Grawng, Bischof von Myitkyina, und Charles Maung Bo SDB, Bischof von Pathein. Sein Wahlspruch Semper vobiscum („Immer bei euch“) stammt aus Joh 12,8 .
Am 24. Mai 2003 bestellte ihn Johannes Paul II. zum Bischof von Pathein. Die Amtseinführung erfolgte am 24. August desselben Jahres. Von 2012 bis Juli 2014 war John Hsane Hgyi zudem Präsident der Bischofskonferenz von Myanmar (MCBC). Danach war er in Bischofskonferenz von Myanmar Vorsitzender der Ökumenekommission und Mitglied des Office of Social Communication (OSC).
John Hsane Hgyi starb im Juli 2021 an den Folgen von COVID-19.